# Mees Hilgers
Mees Victor Joseph Hilgers (sinh ngày 13 tháng 5 năm 2001) là một cầu thủ bóng đá chuyên nghiệp thi đấu ở vị trí trung vệ cho đội bóng Eredivisie Twente. Sinh ra tại Hà Lan, anh thi đấu cho đội tuyển bóng đá quốc gia Indonesia.

## Sự nghiệp câu lạc bộ

### Twente
Ngày 6 tháng 12 năm 2018, Hilgers ký hợp chuyên nghiệp đầu tiên với Twente. Anh có trận ra mắt chính thức vào ngày 5 tháng 12 năm 2020, trong trận gặp Ajax tại Eredivisie, nơi anh cùng đồng đội Twente giành chiến thắng 2–1.
Ở mùa giải 2022–23, Hilgers dính chấn thương háng khiến phải nghỉ thi đấu 3 tháng. Sau khi bình phục chấn thương và trở lại, anh đánh mất suất vị trí đá chính trước sự cạnh tranh của Julio Pleguezuelo. Dường như Hilgers sẽ tuyên bố rời Twente, nhưng cuối cùng anh ký hợp đồng mới vào tháng 7 năm 2023, kéo dài đến giữa năm 2026.
Ngày 13 tháng 8 năm 2024, Hilgers ghi một bàn thắng cho Twente vào lưới Red Bull Salzburg ở lượt về vòng loại thứ ba UEFA Champions League trong trận hòa 3–3, nhưng đội bóng anh vẫn thua chung cuộc tỷ số 4–5 sau cả hai lượt.
Ngày 25 tháng 9 năm 2024, trong trận đấu với Manchester United ở vòng bảng UEFA Europa League 2024–25 trên sân Old Trafford, Hilgers đá chính và thi đấu tròn vai 90 phút khi Twente cầm hòa 1–1. Trong trận đấu tiếp theo, Hilgers tiếp tục ra sân trong trận hòa 1–1 trước đội bóng Thổ Nhĩ Kỳ Fenerbahce, và từ đó anh trở thành cầu thủ mang quốc tịch Indonesia đầu tiên thi đấu tại UEFA Europa League.

## Sự nghiệp quốc tế
Hilgers từng là thành viên của đội tuyển U-21 Hà Lan.
Tháng 9 năm 2024, Hilgers xác nhận rằng anh đã quyết định đại diện cho đội tuyển quốc gia Indonesia. Tháng 10 năm đó, anh được triệu tập lên đội tuyển quốc gia Indonesia tham dự hai trận đấu khuôn khổ vòng loại thứ 3 World Cup 2026, gặp Bahrain và Trung Quốc. Ngày 10 tháng 10 năm 2024, Hilgers ra mắt khoác áo Indonesia trong trận hòa 2–2 trước Bahrain.

## Cuộc sống cá nhân
Sinh ra tại Hà Lan, Hilgers có mẹ là người Indonesia đến từ Bắc Sulawesi.
Ngày 30 tháng 9 năm 2024, Hilgers đã chính thức nhận được quốc tịch Indonesia sau khi làm lễ tuyên thệ trở thành công dân Indonesia tại Đại sứ quán Indonesia, cùng với Eliano Reijnders.

## Thống kê sự nghiệp

### Câu lạc bộ
Tính đến 2 tháng 2 năm 2025
| Câu lạc bộ | Mùa giải  | Giải đấu quốc nội | Giải đấu quốc nội | Giải đấu quốc nội | Cúp           | Cúp       | Châu Âu       | Châu Âu   | Khác          | Khác      | Tổng cộng     | Tổng cộng |
| Câu lạc bộ | Mùa giải  | Hạng đấu          | Số lần ra sân     | Bàn thắng         | Số lần ra sân | Bàn thắng | Số lần ra sân | Bàn thắng | Số lần ra sân | Bàn thắng | Số lần ra sân | Bàn thắng |
| ---------- | --------- | ----------------- | ----------------- | ----------------- | ------------- | --------- | ------------- | --------- | ------------- | --------- | ------------- | --------- |
| Twente     | 2020–21   | Eredivisie        | 3                 | 0                 | 0             | 0         | 0             | 0         | —             | —         | 3             | 0         |
| Twente     | 2021–22   | Eredivisie        | 24                | 1                 | 2             | 0         | 0             | 0         | —             | —         | 26            | 1         |
| Twente     | 2022–23   | Eredivisie        | 30                | 1                 | 1             | 0         | 4             | 0         | —             | —         | 35            | 1         |
| Twente     | 2023–24   | Eredivisie        | 28                | 0                 | 0             | 0         | 5             | 0         | —             | —         | 33            | 0         |
| Twente     | 2024–25   | Eredivisie        | 14                | 1                 | 0             | 0         | 6             | 1         | —             | —         | 20            | 2         |
| Tổng cộng  | Tổng cộng | Tổng cộng         | 99                | 3                 | 3             | 0         | 15            | 1         | 0             | 0         | 117           | 4         |

1. 1 2  Số lần ra sân tại UEFA Conference League
2. ↑  Hai lần ra sân tại vòng loại UEFA Champions League và bốn lần ra sân tại UEFA Europa League

### Đội tuyển quốc gia
Tính đến ngày 15 tháng 10 năm 2024
| Đội tuyển quốc gia | Năm       | Số lần ra sân | Bàn thắng |
| ------------------ | --------- | ------------- | --------- |
| Indonesia          | 2024      | 2             | 0         |
| Tổng cộng          | Tổng cộng | 2             | 0         |